# Stora Vallsjön
Stora Vallsjön är en insjö i Sala kommun i Västmanland och ingår i Norrströms huvudavrinningsområde. Sjön är 2,9 meter djup, har en yta på 0,262 kvadratkilometer och befinner sig 101,1 meter över havet. Sjön avvattnas av vattendraget Valsjöbäck. Sjön ligger inom området för den stora skogsbranden i Västmanland 2014 och delvis i Hälleforsbrännans naturreservat.

## Delavrinningsområde
Stora Vallsjön ingår i det delavrinningsområde (664382-151738) som SMHI kallar för Utloppet av Stora Vallsjön. Medelhöjden är 113 meter över havet och ytan är 13,04 kvadratkilometer. Det finns inga avrinningsområden uppströms utan avrinningsområdet är högsta punkten. Valsjöbäck som avvattnar avrinningsområdet har biflödesordning 4, vilket innebär att vattnet flödar genom totalt 4 vattendrag innan det når havet efter 191 kilometer. Avrinningsområdet består mestadels av skog (91 procent). Avrinningsområdet har 0,37 kvadratkilometer vattenytor vilket ger det en sjöprocent på 2,8 procent.